# 角棘肉質軟珊瑚
角棘肉質軟珊瑚（学名：Sarcophyton cornispiculatum）为軟珊瑚科肉質軟珊瑚屬下的一个种。